# Lijst van beschermd erfgoed in de gemeente Rambrouch
In deze lijst van beschermd erfgoed in de gemeente Rambrouch zijn alle geclassificeerde nationale monumenten van de Luxemburgse gemeente Rambrouch opgenomen.

## Monumenten per plaats

### Bigonville
| Object                                            | Bouwjaar/architect | Locatie | Datum beschermd?     | Coördinaten | Afbeelding |
| ------------------------------------------------- | ------------------ | ------- | -------------------- | ----------- | ---------- |
| Kerk van Bigonville met meubilair en oude kerkhof |                    |         | 17 januari 1967 (IS) |             |            |

### Perlé/Wolwelange
| Object                        | Bouwjaar/architect | Locatie | Datum beschermd? | Coördinaten | Afbeelding |
| ----------------------------- | ------------------ | ------- | ---------------- | ----------- | ---------- |
| Site van de leisteenindustrie |                    |         | 17 mei 2000 (IS) |             |            |

### Rambrouch
| Object | Bouwjaar/architect | Locatie           | Datum beschermd?     | Coördinaten                   | Afbeelding |
| ------ | ------------------ | ----------------- | -------------------- | ----------------------------- | ---------- |
| Gebouw |                    | rue Principale 32 | 7 februari 2011 (IS) | 49° 49' 49" NB, 5° 50' 39" OL |            |

### Schwiedelbrouch
| Object         | Bouwjaar/architect | Locatie        | Datum beschermd?     | Coördinaten | Afbeelding |
| -------------- | ------------------ | -------------- | -------------------- | ----------- | ---------- |
| De «belvédère» |                    | Napoléonsgaart | 7 februari 2011 (IS) |             |            |

## Bron
- Liste des immeubles et objets classés monuments nationaux ou inscrits à l'inventaire supplémentaire